# جدعان حارتنا (فلم)
جدعان حارتنا هو فيلم مصري عرض عام 1965، بطولة آمال فريد وأحمد رمزي ومحمد عوض وسمير صبري وأمين الهنيدي، ومن إخراج عبد الرحمن شريف.

## قصة الفيلم
بسبب حاجته للمال، يضطر أحمد للاقتراض من الراقصة عصمت، والتي تجعله يمضي على وصل أمانة بالمبلغ الذي اقترضه، بعدها تهدده به، لكى يساعدها في أعمالها المشبوهة.

## طاقم التمثيل
- آمال فريد: (ثريا - خطيبة أحمد)
- أحمد رمزي: (أحمد)
- محمد عوض: (محمود - أخو ثريا)
- سمير صبري: (فتحي صديق أحمد)
- أمين الهنيدي: (والد ثريا ومحمود)
- محمد سلطان: (وحيد - زميل أحمد)
- توفيق الدقن: (المعلم زينهم)
- محمود لطفي: (والد أحمد)
- نعمت مختار: (عصمت هانم)
- آمال رمزي: (زينب أخت احمد)
- أبو الفتوح عمارة: (بواب)
- أنور محمد: (عازف طبلة)
- محمد رشدي: (مطرب الحارة)
- علية عبد المنعم: (والدة أحمد)
- خيري القليوبي
- وفاء حلمي
- فاروق علي
- عاطف رزق
- ليلى كمال
- هدية: (الراقصة)
- حسني شريف: (المطرب)

## فريق العمل
- إخراج: عبد الرحمن شريف
- تأليف: عبد الرحمن شريف
- مدير التصوير: جمال عبادة
- مونتاج: عاطف صبري
- موسيقى تصويرية: فؤاد الظاهري
- إنتاج: أفلام كمال صلاح الدين
- توزيع: أفلام كمال صلاح الدين

## وصلات خارجية
- مقالات تستعمل روابط فنية بلا صلة مع ويكي بيانات